# Acer beckianum
Acer beckianum é uma espécie de bordo extinta na família Sapindaceae descrita a partir de uma única seção de madeira fóssil . A espécie é conhecida apenas pelos sedimentos do Mioceno Médio expostos no centro de Washington, nos Estados Unidos. É uma das três espécies de Acer do estado de Washington descritas em 1961 a partir de madeira petrificada .

## Distribuição e paleoambiente
O espécime-tipo fazia parte de uma coleção compilada por Jay O'Leary, então aluno do Harvard College, em 1954, na margem oeste do rio Columbia, perto de Vantage, Washington . As matas petrificadas da área são preservadas em uma área intercamada entre o Basalto Grande Ronde mais antigo e os basaltos Wanapum mais jovens, com a intercamada sobreposta pelo Fluxo Ginkgo, o segmento mais antigo do Frenchman Springs Member dos basaltos Wanapum .
A datação K-Ar realizada nos basaltos da Grande Ronde dá uma idade de 15,6 milhões de anos, e a datação do membro Frenchman Springs dá uma data de 15,3 milhões de anos . Isso coloca as florestas vantajosas desde o estágio Langhiano do Mioceno . As estimativas de temperatura média anual para o paleoclima vantajoso foram feitas com base na análise da madeira fóssil. Com base em uma série de caracteres da anatomia da madeira, uma faixa de temperatura entre 15.8–16.2 °C (60.4–61.2 °F) . Isso é nitidamente mais quente do que a temperatura média anual moderna de 8.4 °C (47.1 °F).

## Taxonomia
A espécie foi descrita a partir do 4 cm × 2.5 cm × 3 cm (1.57 in × 0.98 in × 1.18 in) seção de xilema secundário maduro designado holótipo . O espécime tipo, número 55226, foi preservado nas coleções paleobotânicas do Harvard College . e foi estudado pelos paleobotânicos Uttam Prakash do Instituto Birbal Sahni de Paleobotânica e Elso Barghoorn da Universidade de Harvard. Prakash e Barghoorn publicaram sua descrição de tipo em 1961 para A. beckianum no Journal of the Arnold Arboretum . A etimologia do nome específico escolhido beckianum é um patronímico em homenagem a George F. Beck, um morador de Yakima, Washington, que foi pioneiro no interesse e estudo das madeiras petrificadas de Vantage. A espécie foi uma das três espécies de Acer descritas por Prakash e Barghoorn no artigo, junto com A. olearyi e A. puratanum . Com base na anatomia da madeira, A. beckianum é a estrutura mais próxima de A. negundo, enquanto A. olearyi é mais próxima de A. grandidentatum e A. puratanum é mais próxima de A. circinatum .

## Descrição
A madeira apresenta anéis de crescimento distintos, separados entre si por uma ou duas camadas de fibras achatadas de paredes espessas. Os vasos na madeira são na sua maioria solitários e têm um contorno oval a redondo. Quando agrupados, os vasos estão presentes em conjuntos de principalmente dois e três, embora raros agrupamentos de quatro e cinco sejam conhecidos. Em média, as células dos vasos variam entre 102 and 408 nm (4.0×10−6–1.61×10−5 in) de comprimento com paredes de extremidade horizontais a oblíquas adjacentes à próxima célula do vaso e uma placa de perfuração simples permitindo a passagem de fluido através da parede da célula. A madeira possui raios lenhosos fusiformes, geralmente em grupos de três, que são compostos por células de um tipo .